# Nomada similis
Nomada similis ist eine Biene aus der Familie der Apidae.

## Merkmale
Die Bienen haben eine Körperlänge von 8 bis 9 Millimetern. Der Kopf und Thorax der Weibchen ist schwarz und ist rot gezeichnet. Die Tergite sind basal schwarz und ansonsten rot. Das Labrum ist schwarz und hat im vorderen Teil einen gezähnten Quergrat. Das dritte Fühlerglied ist deutlich länger als das vierte. Das schwach gehöckerte Schildchen (Scutellum) ist schwarz und hat schmale, glänzende Zwischenräume zwischen den punktförmigen Strukturen. Die Schienen (Tibien) der Hinterbeine sind am Ende stumpf und haben zahlreiche nebeneinander und übereinander stehende kleine Dornen. Das Fersenglied (Metatarsus) ist schwarz und trägt außen einen Längseindruck. Der Kopf und Thorax der Männchen ist schwarz, häufig sind nur ihre Mandibeln und die Calli gelb oder rot. Die basal schwarzen Tergite sind rot, das zweite und dritte trägt gelbe Flecken. Das Labrum ist wie beim Weibchen, das zweite und dritte Fühlerglied ebenso. Auch das Schildchen ist gleich. Die Schenkel (Femora) der hinteren Beine sind basal unten mit einer Haarfranse versehen. Die Schienen der Hinterbeine sind am Ende stumpf und haben kurze, feine, kleine Dornen.

## Vorkommen und Lebensweise
Die Art ist in Süd- und Mitteleuropa verbreitet. Die Tiere fliegen von Mitte Juni bis Anfang August. Sie parasitieren Panurgus banksianus.

## Belege
Felix Amiet, M. Herrmann, A. Müller, R. Neumeyer: Fauna Helvetica 20: Apidae 5. Centre Suisse de Cartographie de la Faune, 2007, ISBN 978-2-88414-032-4.